# André-René Latrille
André-René Latrille (* 12. Januar 1922 in Algier; † 15. November 2011 in Libourne) war ein französischer Fußballspieler.

## Karriere
Der Mittelfeldspieler Latrille wuchs in der Stadt Algier auf, die in seiner Jugendzeit wie das gesamte Land Algerien von Frankreich besetzt war. Er begann das Fußballspielen im Jugendalter bei einem Verein namens Red Star Algier, dessen Trikot er von 1935 an trug. 1940 wurde der damals 18-Jährige ins Militär einberufen und kehrte erst 1944 in den Sport zurück, als er zum marokkanischen Klub SAM Marrakesch ging. Ein Jahr darauf kehrte er zu seinem früheren Verein aus Algier zurück. 1946 gelang ihm der Wechsel ins französische Mutterland, wo er im unter Profibedingungen antretenden Erstligisten Olympique Marseille einen neuen Arbeitgeber fand. 
Bei Marseille war er hauptsächlich für die zweite Mannschaft vorgesehen, stand aber auch im Profikader und erreichte am 17. Mai 1947 im Alter von 25 Jahren bei einem 4:0-Sieg gegen Red Star Paris sein Debüt in der obersten nationalen Spielklasse. Dabei war er gleich zwei Mal als Torschütze erfolgreich und traf in der 36. sowie in der 75. Minute ins Ziel. In der Saison 1947/48 wurde er bei zwei Partien berücksichtigt und zählt aufgrund dessen zur Meistermannschaft von 1948, da Marseille sich in diesem Jahr den Titel sichern konnte. Am 9. September 1948 bestritt er bei einem 3:1 gegen den FC Nancy seine letzte Erstligabegegnung. Am 1. Dezember desselben Jahres wechselte er zum Zweitligisten SC Toulon, bevor er im Sommer 1949 nach Marseille zurückkehrte und sich dort in den Kader des faktisch als zweite Mannschaft von Olympique antretenden GSC Marseille einfügte. Mit diesem spielte er 1949/50 zweitklassig und anschließend in tieferen Ligen, wobei ihm nie die Rückkehr in die erste Mannschaft gelang. 
1951 unterschrieb Latrille beim Zweitligisten FC Grenoble, der im selben Jahr den Status eines Profivereins erlangt hatte, und nahm bei diesem fortan einen festen Stammplatz ein. Im Jahr 1953 wechselte er zur AS Aix und damit erneut zu einem Zweitligisten, der im Jahr seiner Verpflichtung Profibedingungen angenommen hatte. Bei Aix absolvierte er sein letztes Jahr im bezahlten Fußball, bevor er 1954 mit 32 Jahren nach vier Erstligapartien mit drei Toren und 139 Zweitligapartien mit fünf Toren seine Laufbahn auf nationaler Ebene beendete. Danach ließ er beim Amateurverein AC Port-de-Bouc seine Karriere ausklingen.